# Amusic
Amusic va ser un reietó del poble ibèric dels ausetans que va participar de l'aliança amb els ilergetes, governats per Indíbil, i els lacetans; tots units en contra de la conquesta romana.
L'any 218 aC, després de la batalla de Cissa, el general Gneu Corneli Escipió Calvus ja havia derrotat i fet presoner tant el general cartaginès Hannó com el rei ilergeta. Un cop fet el més difícil, Escipió es va dedicar a sotmetre l'interior del país conquerint les capitals ilergeta i ausoneca: Athanagaia i Ausa. Veient els romans a prop, Amusic va fugir per posar-se sota la protecció del general cartaginès Àsdrubal Barca. Mentrestant l'exèrcit romà arribava a Ausa amb tota la seva maquinària de guerra, malgrat una gran nevada, moment en què els ausetans decidiren rendir-se i pagar-los una gran multa en plata.